# La Cañada, Ocuilan
La Cañada är en ort i kommunen Ocuilan i delstaten Mexiko i Mexiko. Samhället hade 528 invånare vid folkräkningen år 2020.